# 교황 안테로
교황 안테로(라틴어: Anterus, 이탈리아어: Antero)는 제19대 교황(재위: 235년 11월 21일 - 236년 1월 3일)이다. 사후 성인으로 시성되었으며, 축일은 1월 3일이다.
안테로는 오늘날 칼라브리아 주 페틸리아폴리카스트로에서 로물루스의 아들로 태어났다. 그리스 출신인 것으로 보이며, 그의 이름을 볼 때 해방된 노예였을 가능성도 있다. 안테로는 폰티의 기독교도 주민들을 위하여 그곳의 교구장 주교를 서임한 적이 있다.

## 순교
일부 학자들은 교황 안테로가 순교했을 것으로 추정하고 있다. 왜냐하면 안테로는 생전에 교황 클레멘스 1세가 등용한 사서들이 작성한 순교자들의 행적 등을 수집하여 그것을 엄격하게 조사하라고 지시하다가 막시미누스 트락스 황제의 기독교 박해 시대를 맞이하였기 때문이다. 하지만 이러한 가정에 대해 또다른 학자들은 회의적인 입장을 보이고 있으며, 비록 기독교 박해 기간 중이었지만 별 탈 없이 선종했을 것이라고 주장하고 있다.

## 무덤
안테로 교황은 선종한 후에 아피아 가도에 있는 성 갈리스토 카타콤바의 교황 납골당에 시신이 안장되었다. 무덤의 위치는 1854년 데 로시에 의해 발견되었다. 좁다란 장방형 석판에 그리스어가 새겨진 비문 조각도 함께 발견되었는데, 무덤을 막고 있었던 석판에는 그리스어로 주교라는 뜻의 글씨가 새겨져 있었다.
그의 유골은 캄푸스 마르티우스의 성 실베스테르 성당으로 이장되었는데, 1595년 11월 17일 교황 클레멘스 8세에 의해 성당 재건 공사를 하던 중에 발굴되었다.

## 같이 보기
- 교황 목록